# Jan van IJzendoorn
Johannes Gerardus Petrus (Jan) van IJzendoorn (Tiel, 23 april 1953) is een Nederlandse beeldhouwer en installatiekunstenaar.

## Leven en werk
Van IJzendoorn studeerde van 1970 tot 1975 architectonische vormgeving aan de Hogeschool voor de kunsten Arnhem in Arnhem. Hij is werkzaam als beeldhouwer, installatie- en landschapskunstenaar.
De kunstenaar woont en werkt in Oosterbeek.

## Werken (selectie)
- Zonder titel (1982), Sporthal Beijum aan de Arnkemaheerd in Groningen
- Landschap (1983), Spaarnwoude
- Zonder titel (1989), Universiteitsweg in Utrecht - in samenwerking met Berend Bodenkamp
- De Vlam (1990), Gendt
- Bezinningsmonument (1992), Mandelapark in Almere Stad (Collectie Museum De Paviljoens)
- Sculptuur - 2-delig (1992/94), Park Goudestein in Maarssen
- Zonneveld (1996), Saltshof in Wijchen
- Obelisken (1998), Dokhavenpark in Rotterdam
- De Lispeling (1997/2000), Park De Dennenkamp in Oosterbeek
- Millenniumbeeld (2000), Beltrum
- Vier waaiersluisdeuren (2009), rotonde Blankenborch in Vianen
- Gevel Villa Vredelust (2010), Dalzone 10 in Oosterbeek

## Fotogalerij

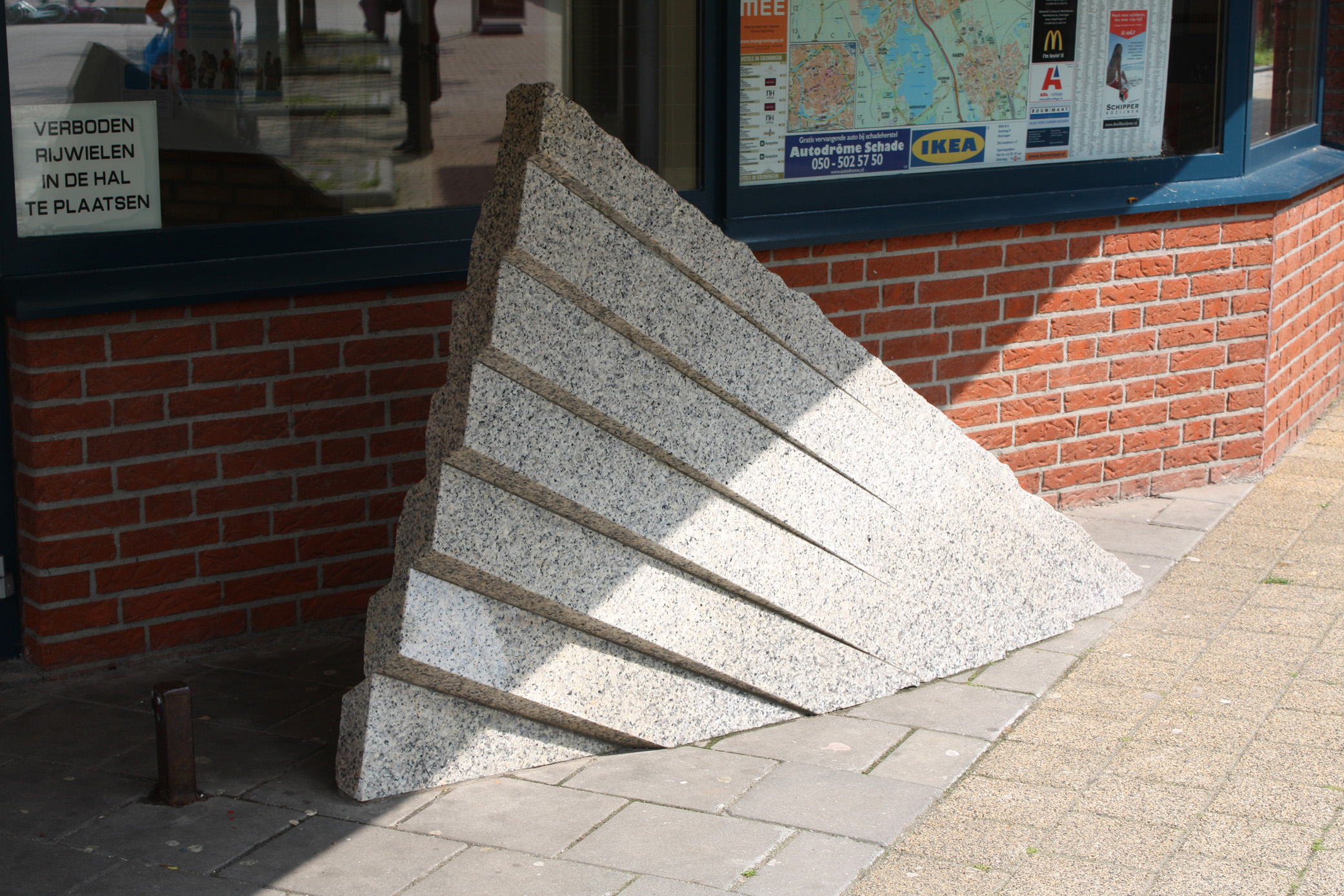
Zonder titel (1982), Groningen
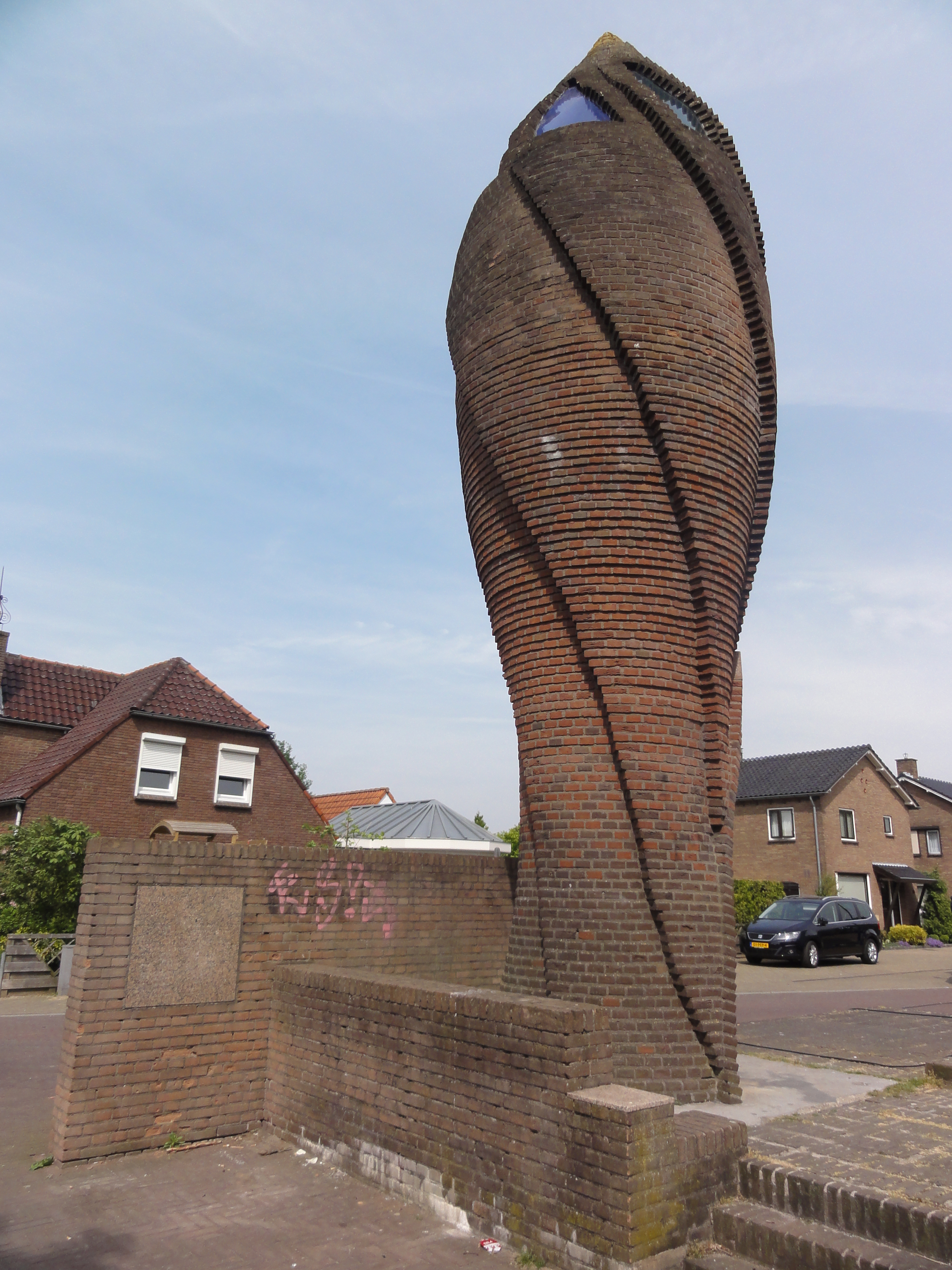
De Vlam (1990), Gendt
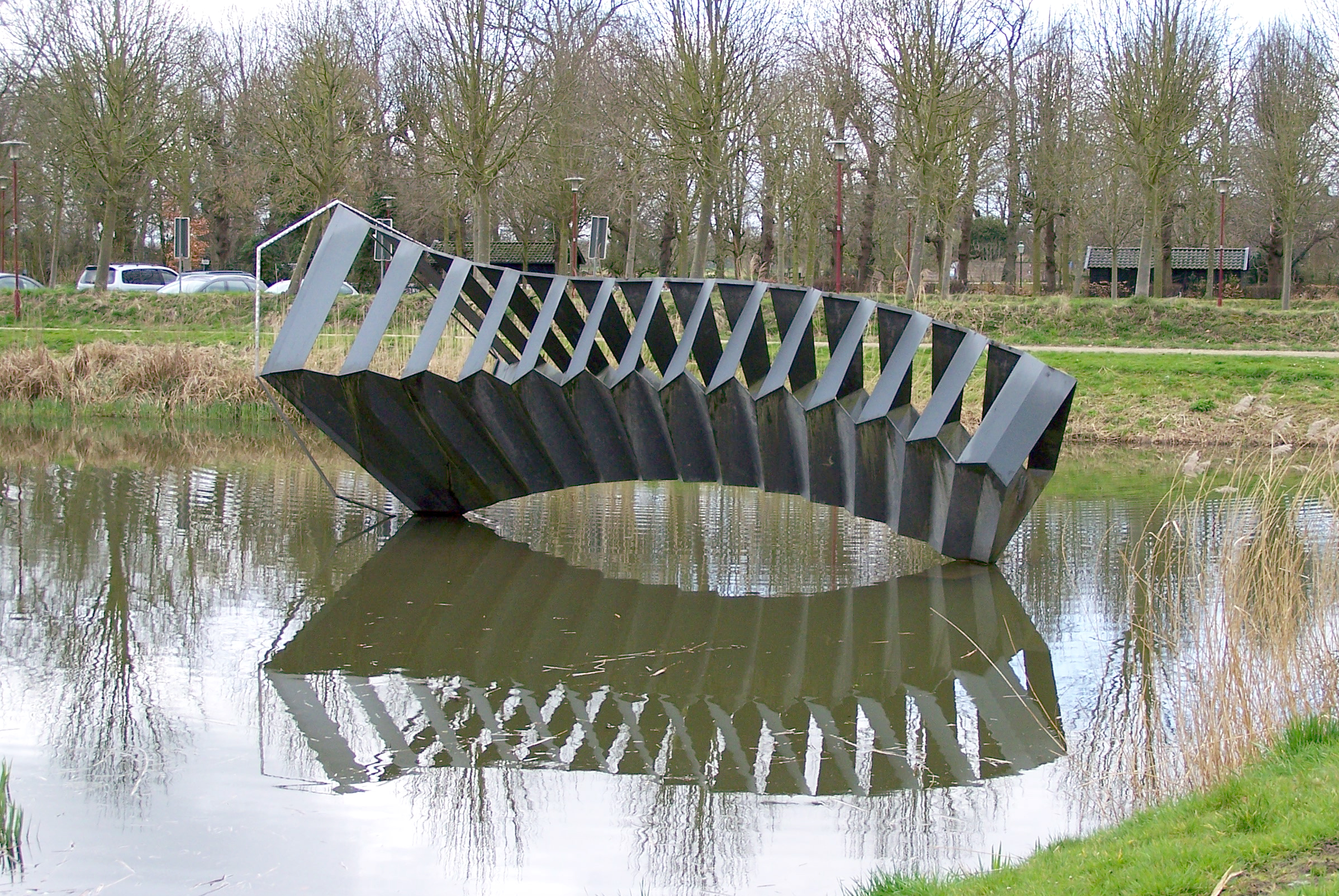
Sculptuur (1992/94), Maarssen
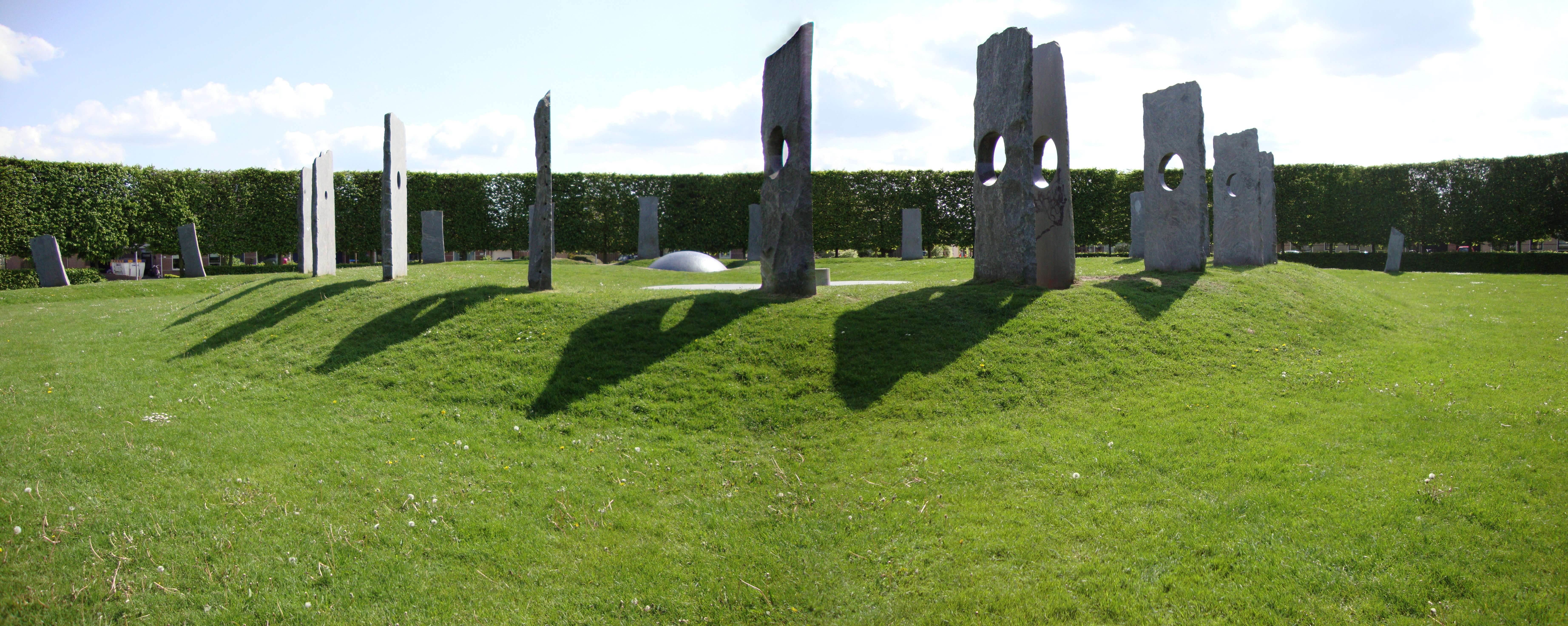
Zonneveld (1996), Wijchen
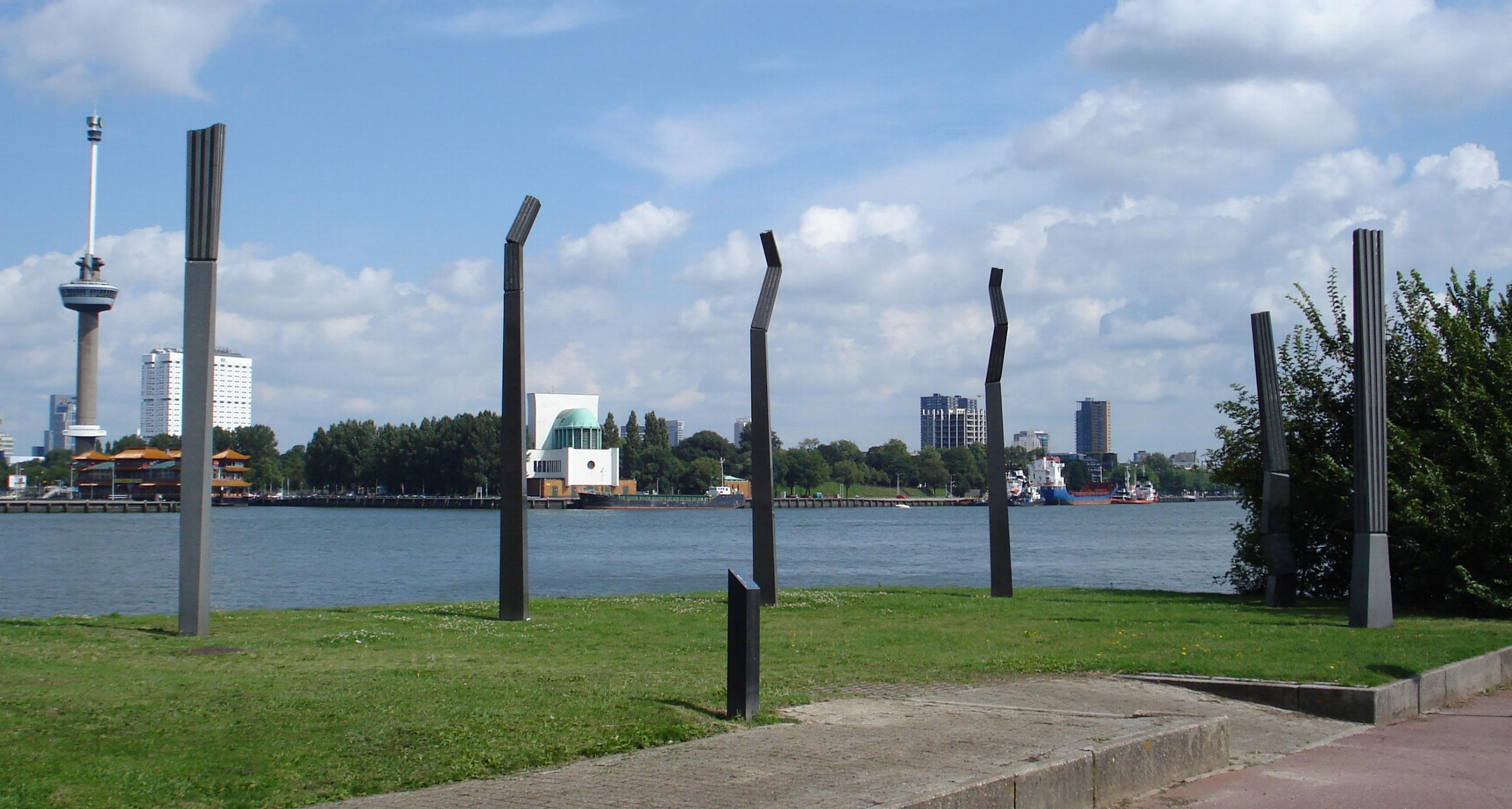
Obelisken (1998), Rotterdam